# Brian Castaño
Brian Carlos Castaño (Isidro Casanova, Gran Buenos Aires, 12 de septiembre de 1989)  es un boxeador profesional de nacionalidad argentina. 
Como amateur Castaño fue parte del equipo nacional de boxeo argentino «Los Cóndores» y se destacó por su victoria ante, el entonces invicto, Sergiy Derevyanchenko. Para el año 2012 Castaño decidió convertirse en profesional y luego de una serie de victorias internacionales, a finales de 2016 se consagró campeón interino AMB. Desde 2019 hasta 2022 fue campeón regular de la  organización Mundial de Boxeo (OMB) en la categoría superwélter.

## Trayectoria en el boxeo

### Etapa amateur
Brian Carlos Castaño nació en Isidro Casanova, Buenos Aires, el 12 de septiembre de 1989 y realizó su primera exhibición amateur a los once años. Bajo el entrenamiento de su padre, el exboxeador Carlos Castaño, el apodado «boxi», compiló un total de 185 peleas como aficionado, de las cuales 5 fueron derrotas y 5 empates. Para el año 2010, su notable registro amateur le otorgó un lugar en «Los Cóndores», la selección Argentina de boxeo. En su estadía participó la del World Series Boxing, un campeonato internacional organizado por la AIBA entre boxeadores amateur de diferentes países, y destacó su presencia al vencer al boxeador ucraniano Sergiy Derevyanchenko quien se encontraba invicto y posicionado entre los mejores prospectos de su país. Gracias a ello, llamó la atención de varios medios de comunicación internacionales quienes informaron que Top Rank, promotora que se encargó de dirigir la carrera de boxeadores como Manny Pacquiao y Floyd Mayweather, Jr., estaba interesada en unir a Castaño a su lista de púgiles.

### Etapa profesional
En el año 2012 Castaño decidió convertirse en profesional y tuvo su primer combate contra Alejandro Antonio Domínguez en el estadio Luna Park. El resultado marcó su primera victoria en el circuito profesional. Para el año 2015 el boxi había registrado un total de ocho victorias, siete de las cuales fueron por nocaut y una por decisión unánime. Consecuentemente, Sebastián Contursi, asesor de los campeones mundiales Marcos Maidana y Jesús Cuellar, se mostró impresionado por su talento y lo unió a su fila de boxeadores. Bajo su guía Contursi llevó a Castaño a entrenarse en los Estados Unidos. y realizó cuatro peleas allí antes de volver a pelear en Argentina

#### Brian Castaño contra Emmanuel De Jesús
Luego de una serie de victorias en los Estados Unidos, el 6 de noviembre de 2016, se anunció que Castaño pelearía por el título interino de la Asociación Mundial de Boxeo (AMB) en un festival boxístico titulado "KO a las drogas". En su primera participación en Argentina desde hace cuatro años, Castaño se enfrentó al puertorriqueño Emmanuel de Jesús en un estadio frente a seis mil espectadores.
Desde el inicio de la contienda, los contrincantes intercambiaron golpes agresivamente. Al final del primer asalto Castaño logró tirar a De Jesús con una combinación de golpes al cuerpo. No obstante en el inicio del segundo, el puertorriqueño conectó una derecha a la barbilla de Castaño y le propinó su primera caída en su carrera profesional. Castaño regresó al combate inmediatamente y se vio obligado a intercambiar golpes por el resto del asalto. La contienda llegó a su final en el sexto round, cuando Castaño conectó una derecha al plexo del puertorriqueño quien no pudo levantarse de la lona. Su victoria le otorgó el título de campeón interino de la AMB de peso superwélter.

#### Brian Castaño contra Michel Soro
Para su primer defensa, Castaño viajó a Francia a enfrentar al marfileño nacionalizado francés Michel Soro. El argentino dominó la primera parte de la pelea dominando a un Soro que aguantó los embates del argentino pero sin respuesta boxística. Incluso en la mitad de la pelea cuando Soro tomó la iniciativa, su ataque nunca pudo lastimar al argentino plantado en el ensogado. Finalmente la pelea llegó a la distancia y el argentino obtuvo la victoria vía fallo dividido habiendo conectado una mayor cantidad de golpes en los últimos asaltos. Poco tiempo después, fue anunciado que Castaño sería promovido a campeón regular cuando el entonces campeón Demetrius Andrade decidió dejar el título vacante y subir a peso mediano.

## Récord profesional
| 17 Ganadas (12 KOs), 2 Empates |          |        |                     |      |               |                          |                                                                      | |
| N.º                            | Res.     | Récord | Oponente            | Tipo | Rd., Tiempo   | Datos                    | Localidad                                                            | Notas |
| 20                             | Derrota  | 17-1-2 | Jermell Charlo      | TKO  | 10 (12)       | 14 de mayo de 2022       | Dignity Health Sports Park, Carson, California, EE UU                | Pierde el título mundial de la WBO de peso superwélter.                                                         |
| 19                             | Empate   | 17-0-2 | Jermell Charlo      | SD   | 12            | 17 de julio de 2021      | AT&T Center, San Antonio                                             | Defiende el título mundial de la WBO. No gana los títulos mundiales WBC IBF y WBA (Super) del peso superwélter. |
| 18                             | Victoria | 17-0-1 | Patrick Teixeira    | DU   | 12            | 13 de febrero de 2021    | Fantasy Springs Resort Casino, Indio, California, U.S.               | Ganó el título mundial OMB de peso superwélter                                                                  |
| 17                             | Victoria | 16-0-1 | Wale Omotoso        | RTD  | 5 (10), 3:00  | 2 de noviembre de 2019   | MGM National Harbor, Washington                                      | Ganó el título intercontinental OMB de peso superwélter                                                         |
| 16                             | Empate   | 15-0-1 | Erislandy Lara      | SD   | 12            | 2 de marzo de 2019       | Barclays Center, Brooklyn, Nueva York                                | Retiene el título regular AMB de peso superwélter                                                               |
| 15                             | Victoria | 15-0   | Cedric Vitu         | TKO  | 12 (12), 2:27 | 10 de marzo de 2018      | La Seine Musicale, Boulogne-Billancourt. Francia                     | Retuvo el título regular AMB de peso superwélter                                                                |
| 14                             | Victoria | 14-0   | Michel Soro         | DD   | 12            | 1 de julio de 2017       | Casino d'Evian, Alta Saboya, Francia                                 | Retuvo el título interino AMB de peso superwélter                                                               |
| 13                             | Victoria | 13–0   | Emmanuel De Jesús   | TKO  | 6 (12), 2:23  | 26 de noviembre de 2016  | Estadio Polideportivo Presidente Perón, González Catán, Buenos Aires | Ganó el título interino AMB de peso superwélter                                                                 |
| 12                             | Victoria | 12–0   | Marcus Upshaw       | TKO  | 5 (10), 2:03  | 12 de julio de 2016      | Robinson Rancheria Resort & Casino, Nice, California                 | |
| 11                             | Victoria | 11–0   | Aaron García        | DU   | 8             | 18 de diciembre de 2015  | Palms Casino Resort, Las Vegas, Nevada                               | |
| 10                             | Victoria | 10–0   | Jonathan Batista    | DC   | 5 (6), 1;15   | 29 de agosto de 2015     | Staples Center, Los Ángeles, California                              | Batista descalificado por golpes bajos                                                                          |
| 9                              | Victoria | 9–0    | Todd Manuel         | TKO  | 1 (6), 2:53   | 26 de junio de 2015      | Little Creek Casino Resort, Shelton, Washington, Estados Unidos      | |
| 8                              | Victoria | 8–0    | Javier Andino       | TKO  | 2 (10)        | 4 de abril de 2015       | Club Atlético Almirante Brown, San Justo, Buenos Aires               | |
| 7                              | Victoria | 7–0    | César Sastre Silva  | TKO  | 4 (8)         | 6 de junio de 2014       | Villa La Ñata Sporting Club, Benavídez, Buenos Aires                 | |
| 6                              | Victoria | 6–0    | Juan Cuellar        | TKO  | 2 (6), 2:40   | 12 de abril de 2014      | Estadio República de Venezuela, Bolívar, Buenos Aires                | |
| 5                              | Victoria | 5–0    | Claudinei Lacerda   | TKO  | 5 (8), 2:46   | 12 de octubre de 2013    | Polideportivo Gustavo Toro Rodríguez, San Martín, Mendoza            | |
| 4                              | Victoria | 4–0    | César Vélez         | TKO  | 2 (10), 2:27  | 25 de mayo de 2013       | Estadio Luna Park, Buenos Aires, Distrito Federal                    | |
| 3                              | Victoria | 3–0    | Pablo Roldán        | DU   | 6             | 26 de enero de 2013      | Polideportivo Municipal, Monte Hermoso, Buenos Aires                 | |
| 2                              | Victoria | 2–0    | José Carlos Paz     | TKO  | 5 (6), 1:40   | 20 de octubre de 2012    | Estadio Luna Park, Buenos Aires, Distrito Federal                    | |
| 1                              | Victoria | 1–0    | Alejandro Domínguez | TKO  | 4 (6), 2:59   | 22 de septiembre de 2012 | Estadio Luna Park, Buenos Aires, Buenos Aires, Distrito Federal      | Debut profesional                                                                                               |

## Premios y distinciones
- Diploma al Mérito Konex (2020)[11]